# Christian Meier
Christian Dietrich Meier Zender (n. 17 iunie 1970, Lima, Peru) este un cântăreț.
Născut în Lima, capitala țării latino-americane Peru, este fiul lui Gladys Meier, prima "Miss Univers" peruană, și a lui Antonio Meier.
Având gustul pentru muzică format încă de mic, la 17 ani a înființat prima sa formație numită Arena Hash, cu ajutorul căreia a câștigat multă popularitate în Peru.
Ani după aceea, în 1996, iese pe piață primul său album solo, No Me Acuerdo Quén Fui, adică "Nu-mi amintesc cine a fost"), cu care a câștigat Discul de Platină în Peru.
În 1999 apare albumul Primero En Mojarme, care a fost distribuit și în S.U.A și a fost produs în colaborare cu Manuel Garrido-Lecca.
Al treilea album, Once Noches, a fost lansat in 2001, și este cunoscut pentru singel-ul Novia de nadie.
În paralel cu cariera muzicală, Christian s-a ocupat și de actorie, în 2005 protagonizând pelicula La Mujer De Mi Hermano, cu Barbara Mori.
În 2007, a jucat rolul principal, rolul lui Zorro, în telenovela columbiană Zorro, La Y La Rosa, în care a jucat cu frumoasa manechină Marlene Favela.
În anul 2009, pe data de 22 mai, telenovela Dona Barbara a fost difuzată din cadrul Telemundo. 
Edith Gonzalez este în rol principal, iar în rolul secundar Christian Meier.
Cei doi vor trăi o intensă iubire plină de obstacole. Această telenovelă o puteți urmări și voi pe ACASĂ TV, în anul 2008, de la sfârșitul lunii iulie.